# Автошлях Р 43
Автошля́х Р 43 — автомобільний шлях регіонального значення на території України. Проходить територією Тернопільської області через Тернопіль — Збараж — Ланівці.

## Загальна довжина
Тернопіль (від автомобільної дороги М12) — Ланівці (до автомобільної дороги Н02) — 56,2 км.

## Маршрут
Автошлях проходить через такі населені пункти:
| Автошлях Р 43         |              |
| Тернопільська область |              |
| Тернопільський район  |              |
| Тернопіль             | E50E85М12М19 |
| Гаї-Гречинські        | Р41          |
| Шляхтинці             |              |
| Лозова                |              |
| Тернопільський район  |              |
| Чернихівці            |              |
| Збараж                | Т 2010       |
| Нижчі Луб'янки        |              |
| Кременецький район    |              |
| Вишгородок            |              |
| Ланівці               | Т 2012Т 2325 |
| Краснолука            |              |
| Татаринці             |              |
| Якимівці              |              |
|                       | Н02          |